# Wolfrumova vila
Wolfrumova vila (přesněji Vila Carla Friedricha Wolfruma) je historizující palácová vila ve strmém svahu nad centrem Ústí nad Labem. Nechal ji postavit továrník Carl Friedrich Wolfrum. K budově náleží rozlehlá zahrada, ve které se nachází bazén, vodárna, grotta a další drobná architektura. Kromě toho má vila dvě vrátnice postavené ve stejném stylu. Tento areál je, mimo obou vrátnic památkově chráněn od roku 1977.
Samotná budova má 4 patra, z toho jedno zčásti suterénní. Nad ním se nachází hlavní patro s terasami, které jsou propojeny se spodní částí zahrady dvojramenným točitým schodištěm. Fasáda je obložena pískovcem a zdobena římsami, arkýři, balustrády a dalšími detaily. Hlavní vchod se nachází v zadní (severozápadní) části stavby ve věžičce.

## Historie
Vilu si nechal navrhnout od vídeňské architektonické kanceláře Hanse Miksche a Juliana Niedzielskiho nejstarší syn významného podnikatele a politika Carla George Wolfruma jako rodinné sídlo. Tato autorská dvojice se podílela na dalších stavbách rodiny Wolfrumů, jmenovitě na vile dalšího syna Ludwiga Wolfruma, továrně v ústecké čtvrti Předlice, rodinné hrobce a vilách jiných rodin v Ústí nad Labem. Stavěla se mezi lety 1887 až 1910. Rodina zde žila až do odsunu německého obyvatelstva v roce 1945. Poté budovu získal Český rozhlas, který zde má od té doby své sídlo.

## Galerie

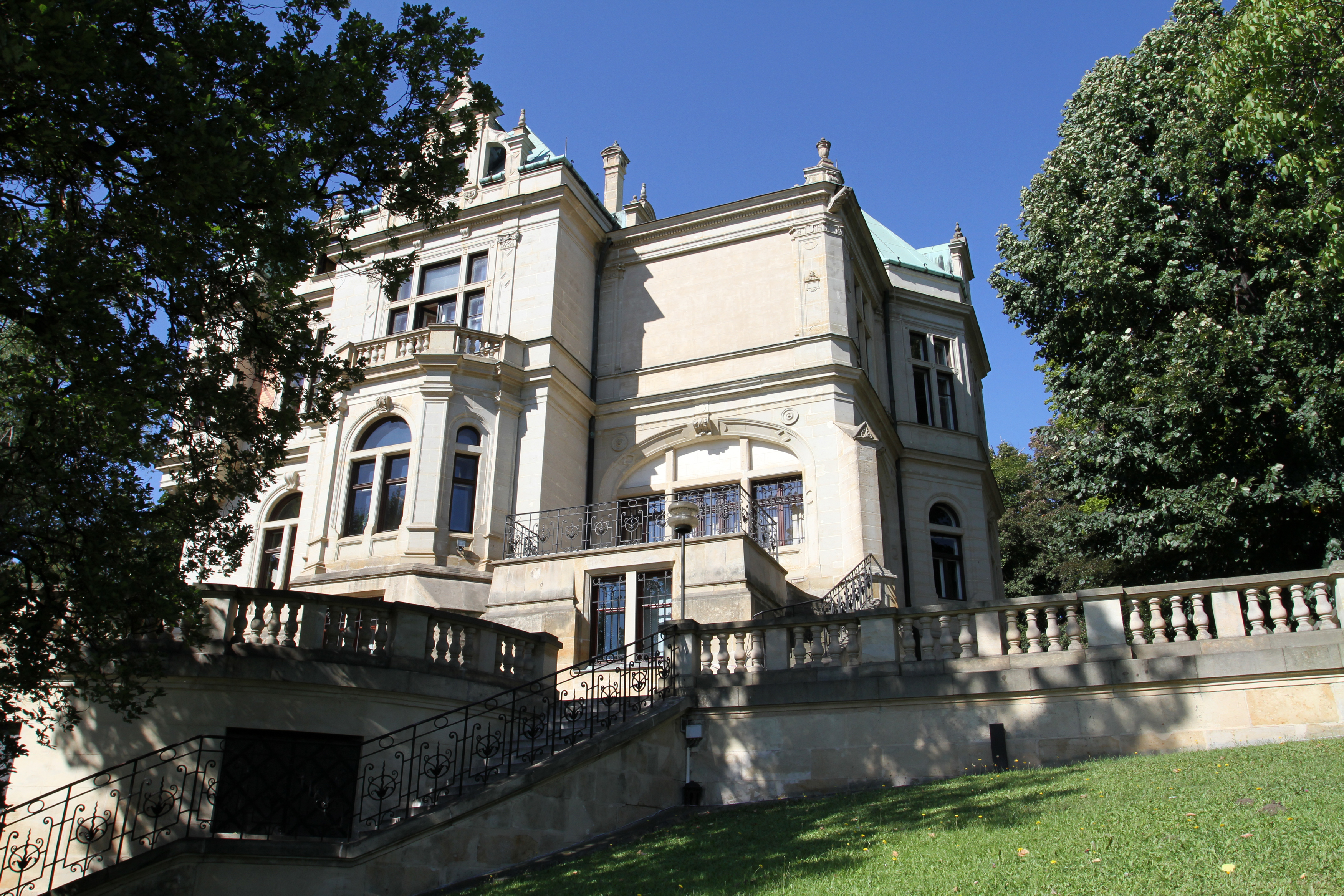
Pohled ze zahrady
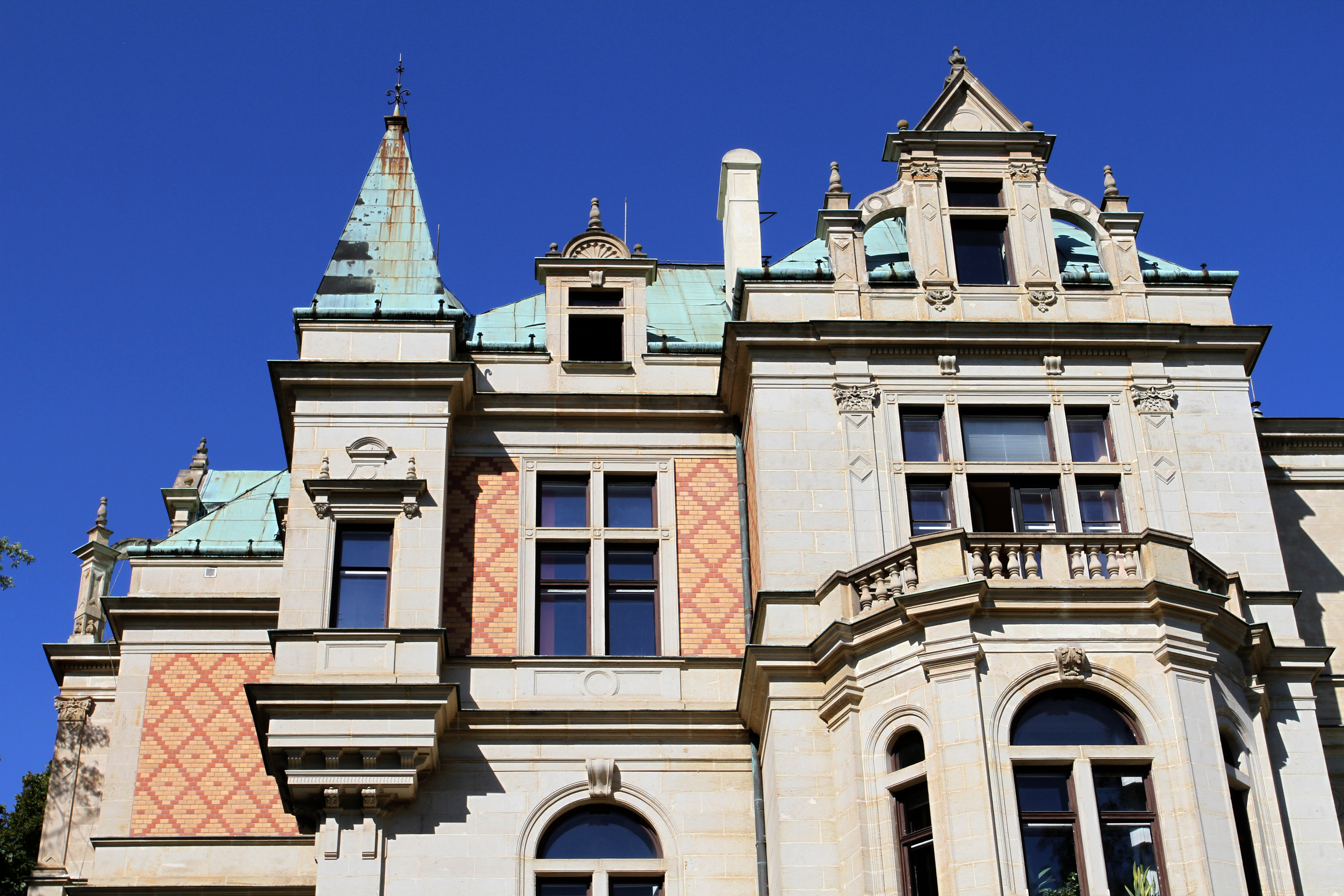
Detailní pohled na fasádu
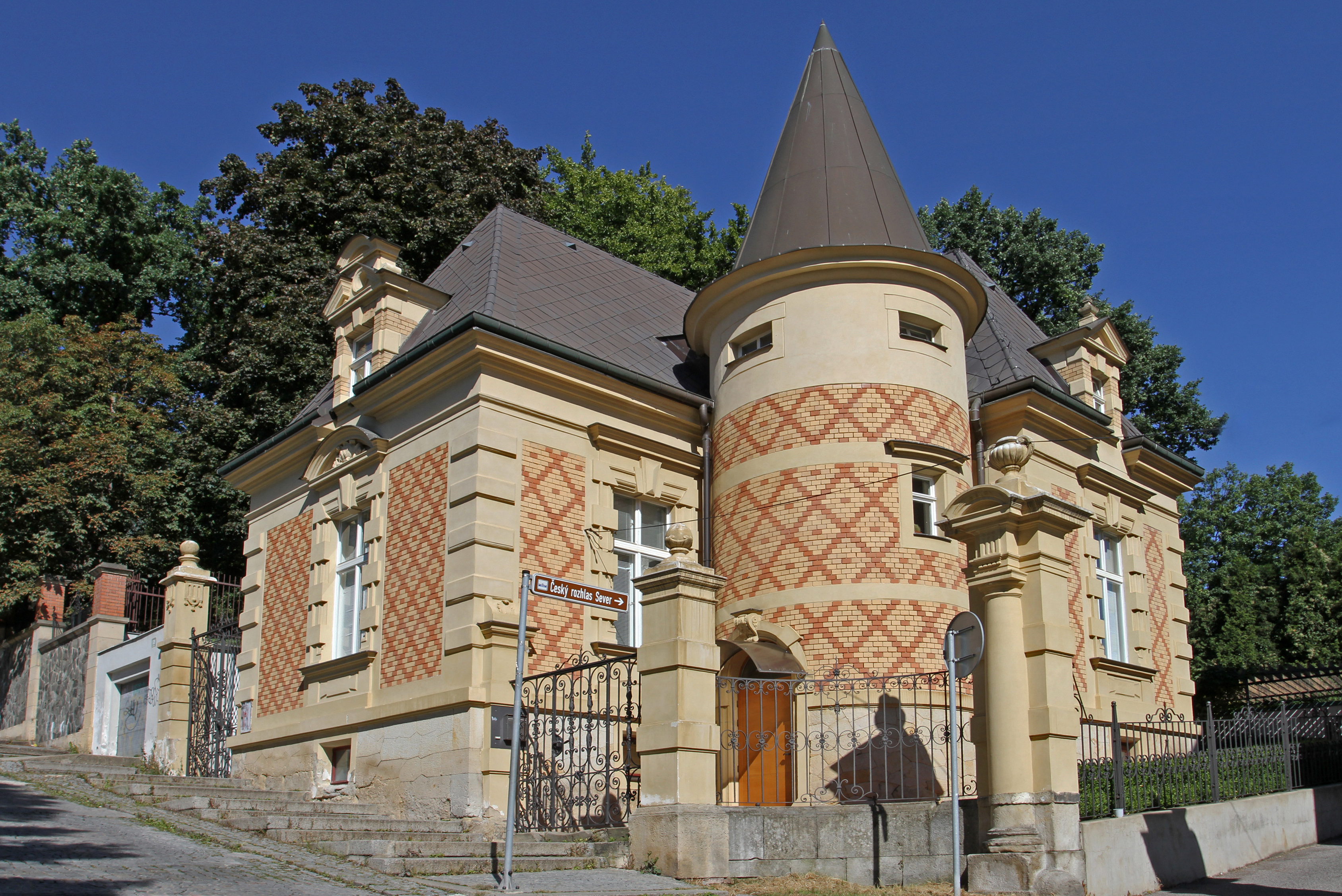
Vrátnice z ulice Na Schodech
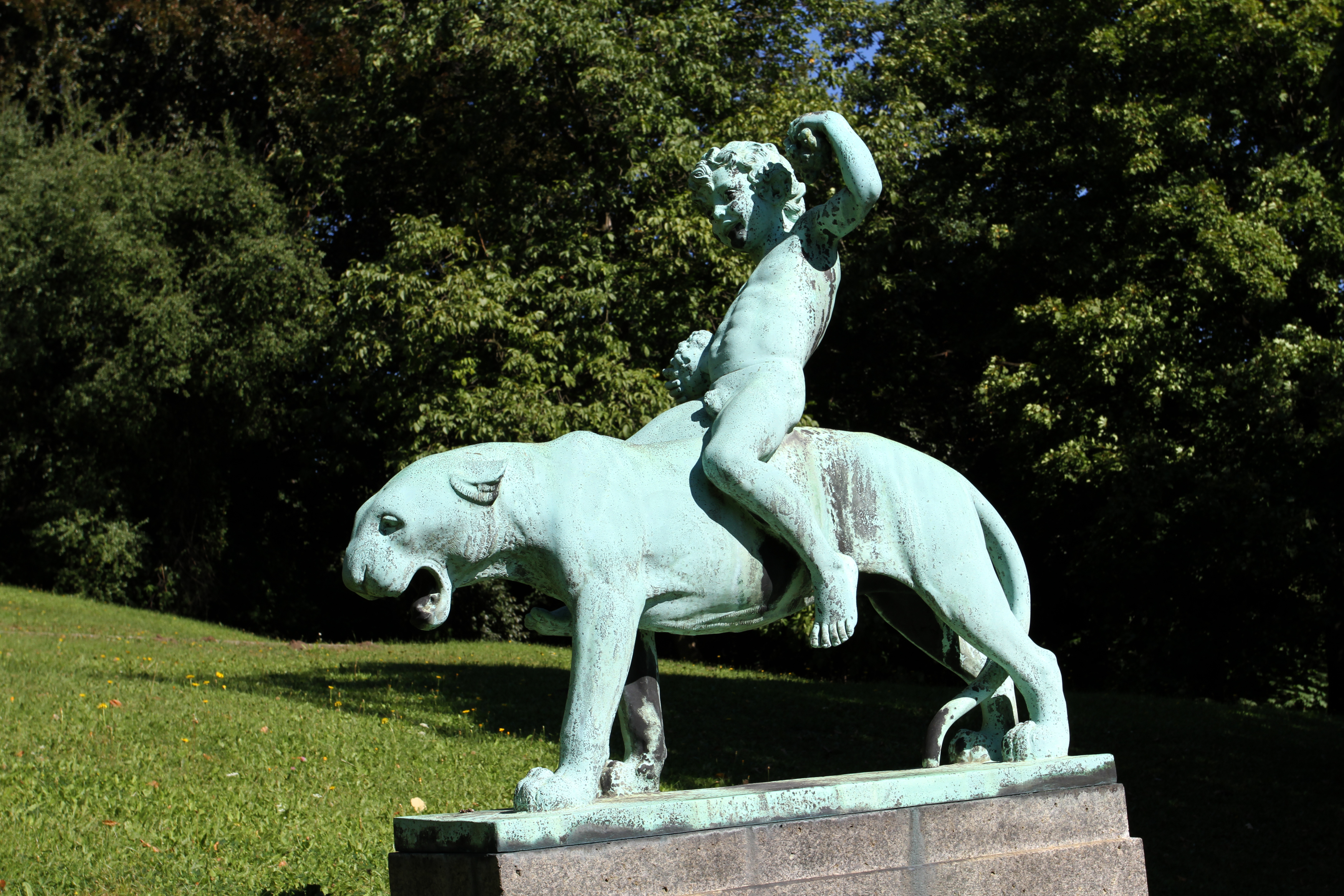
Socha Bakcha v zahradě
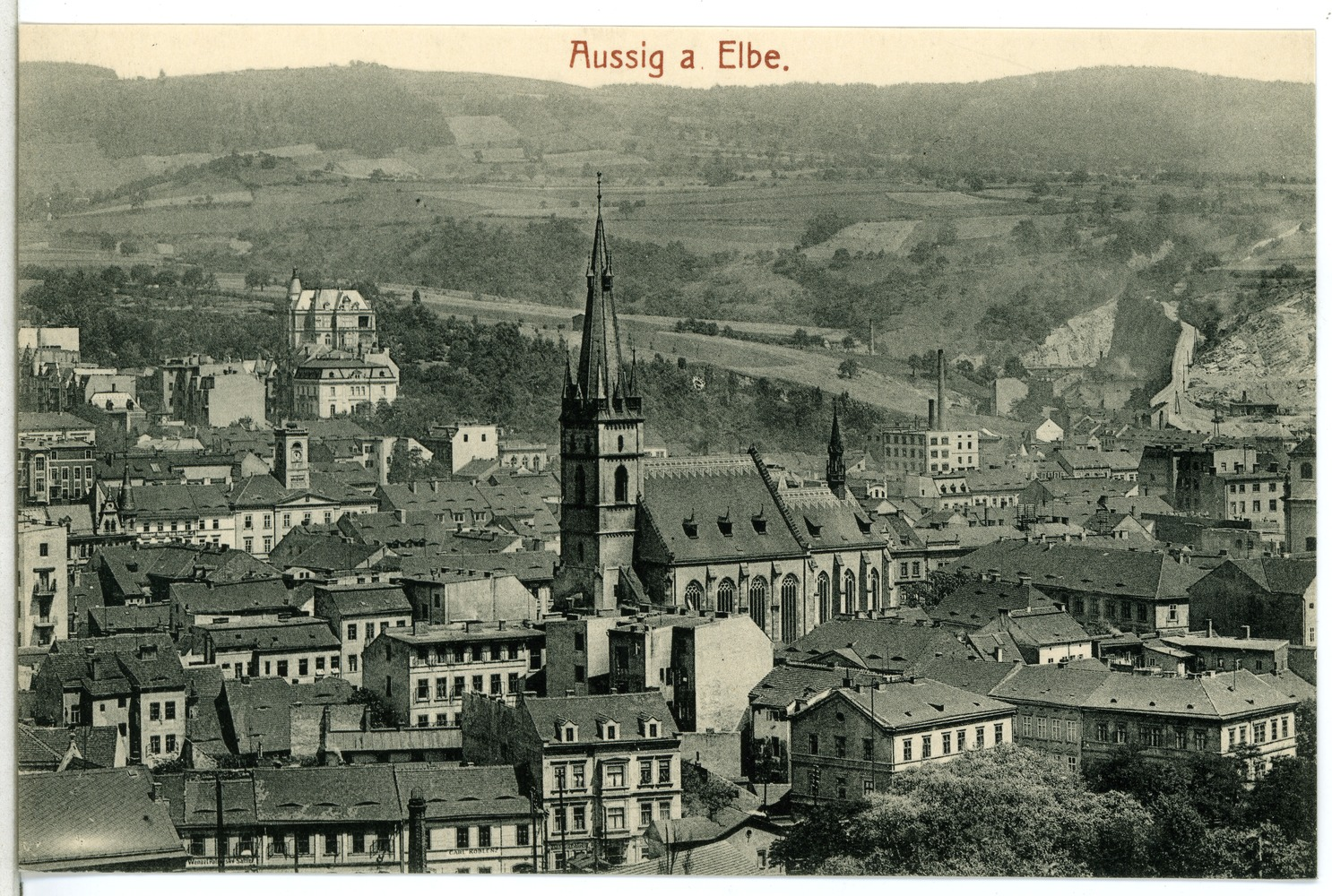
Pohled na centrum města z roku 1910 s vilou v horní levé části